# Samuel Miclău
Samuel-Virgil Miclău (n. 17 august 1994) este un politician român, ales în 2024 deputat din partea partidului Alianța pentru Unirea Românilor (AUR). 

## Carieră politică

### Deputat (2024–prezent)

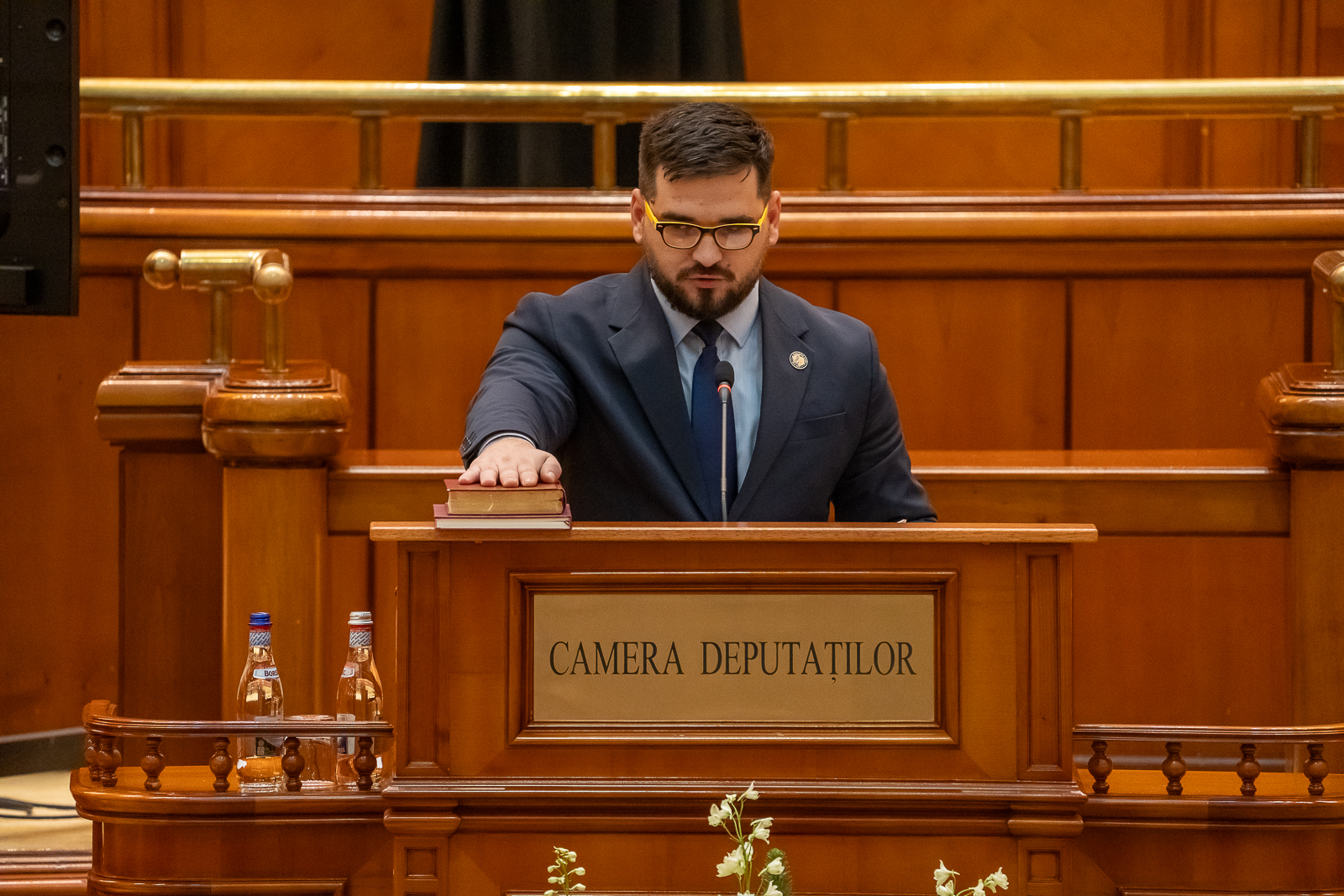
Miclău depunând jurământul, 21 decembrie 2024

La alegerile parlamentare din 2024 pe 1 decembrie, Miclău fost ales deputat în circumscripția nr. 11 Caraș-Severin, din partea partidului Alianța pentru Unirea Românilor (AUR), preluând mandatul la 21 decembrie. În prezent este membru al Comisiei pentru învățământ, precum și al Comisiei pentru egalitatea de șanse pentru femei și bărbați din Camera Deputaților. În martie 2025, Miclău și-a exprimat sprijinul lui George Simion și Călin Georgescu. El este membru al grupurilor parlamentare de prietenie pentru Serbia și Republica Democratică Congo.